# Mazda R360
El Mazda R360, també conegut com a Mazda R360 Coupé (マツダ・R360クーペ, Matsuda R360 Kūpe), fou un model d'automòbil lleuger o kei car produït pel fabricant d'automòbils japonés Mazda entre els anys 1960 i 1969. El R360 fou el primer automòbil de turisme produït per Mazda i el primer coupé de tipus kei.

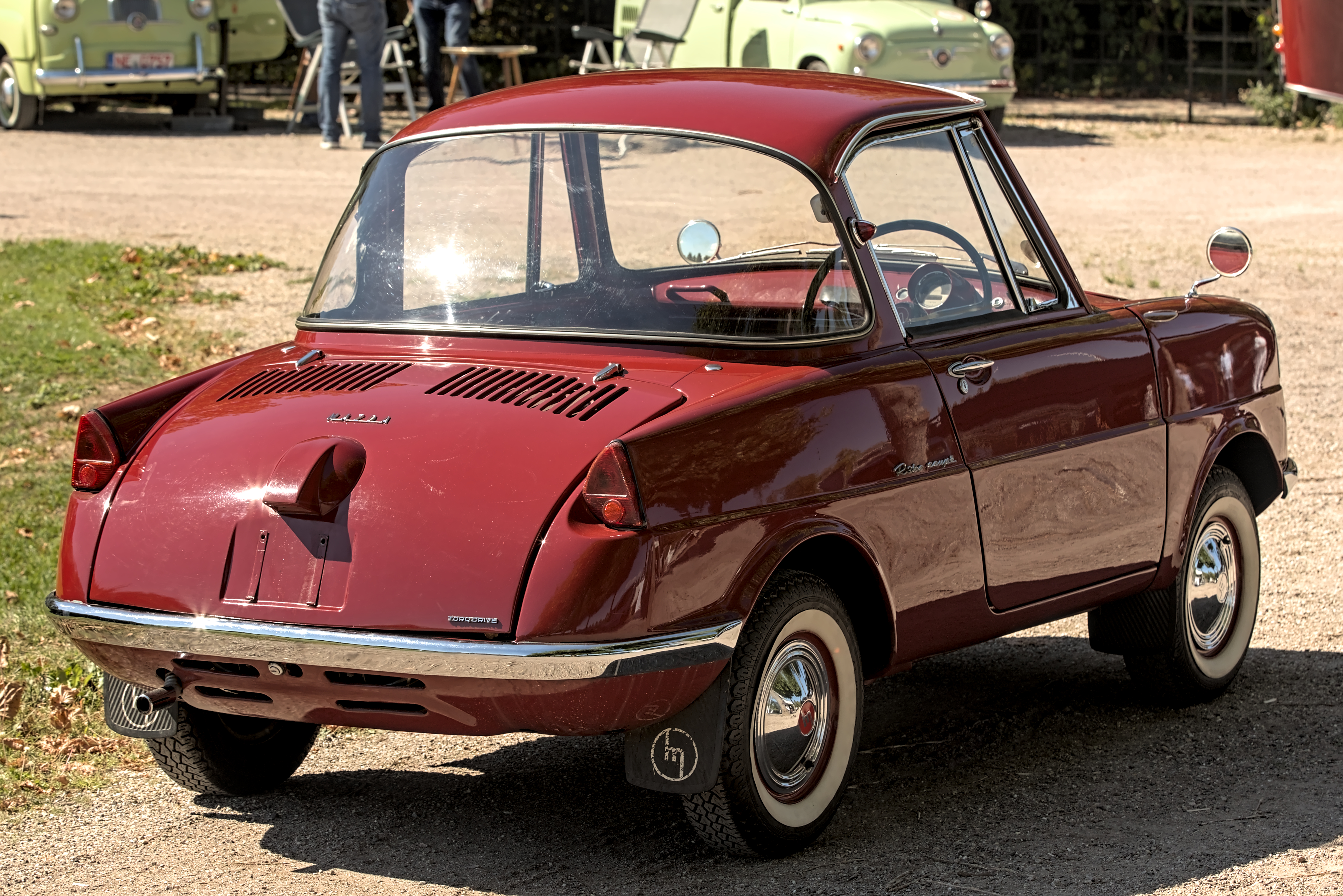
Darrera del R360 Coupé.

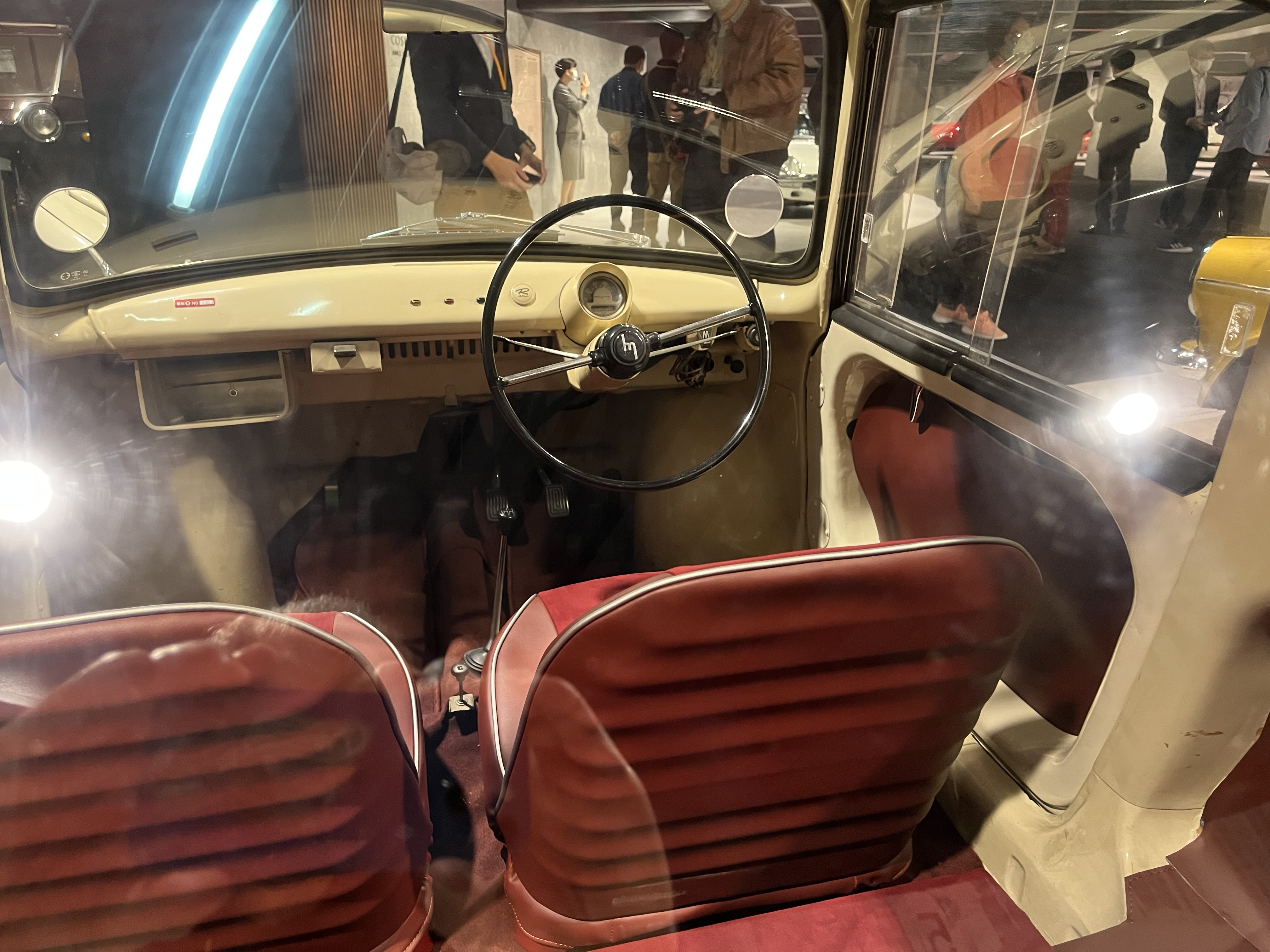
Interior del R360 Coupé.

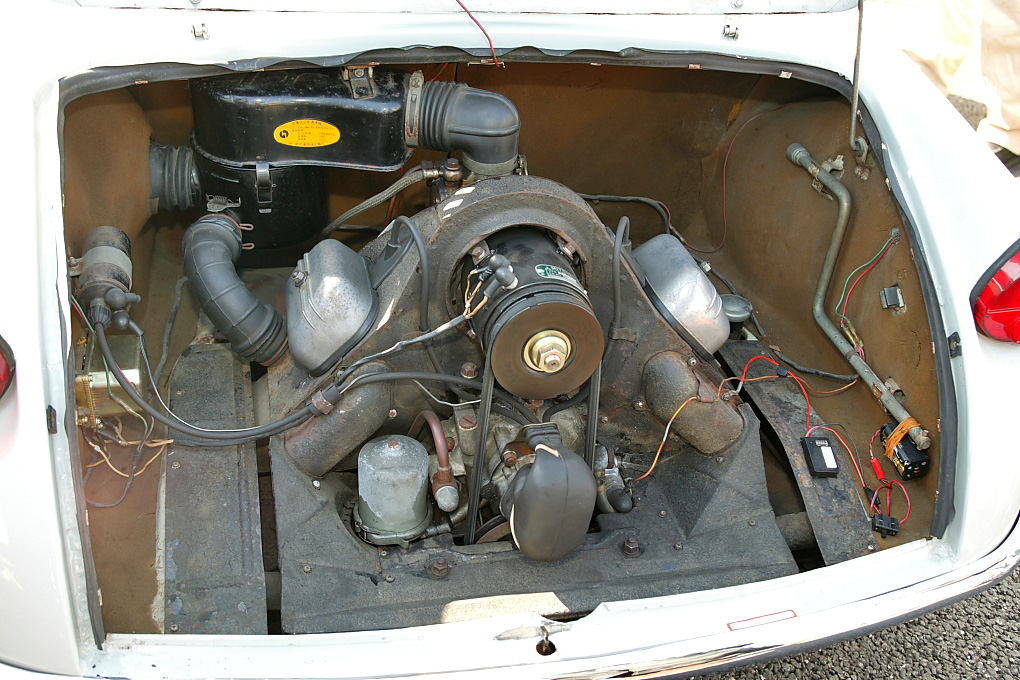
Motor V2 del R360 Coupé.

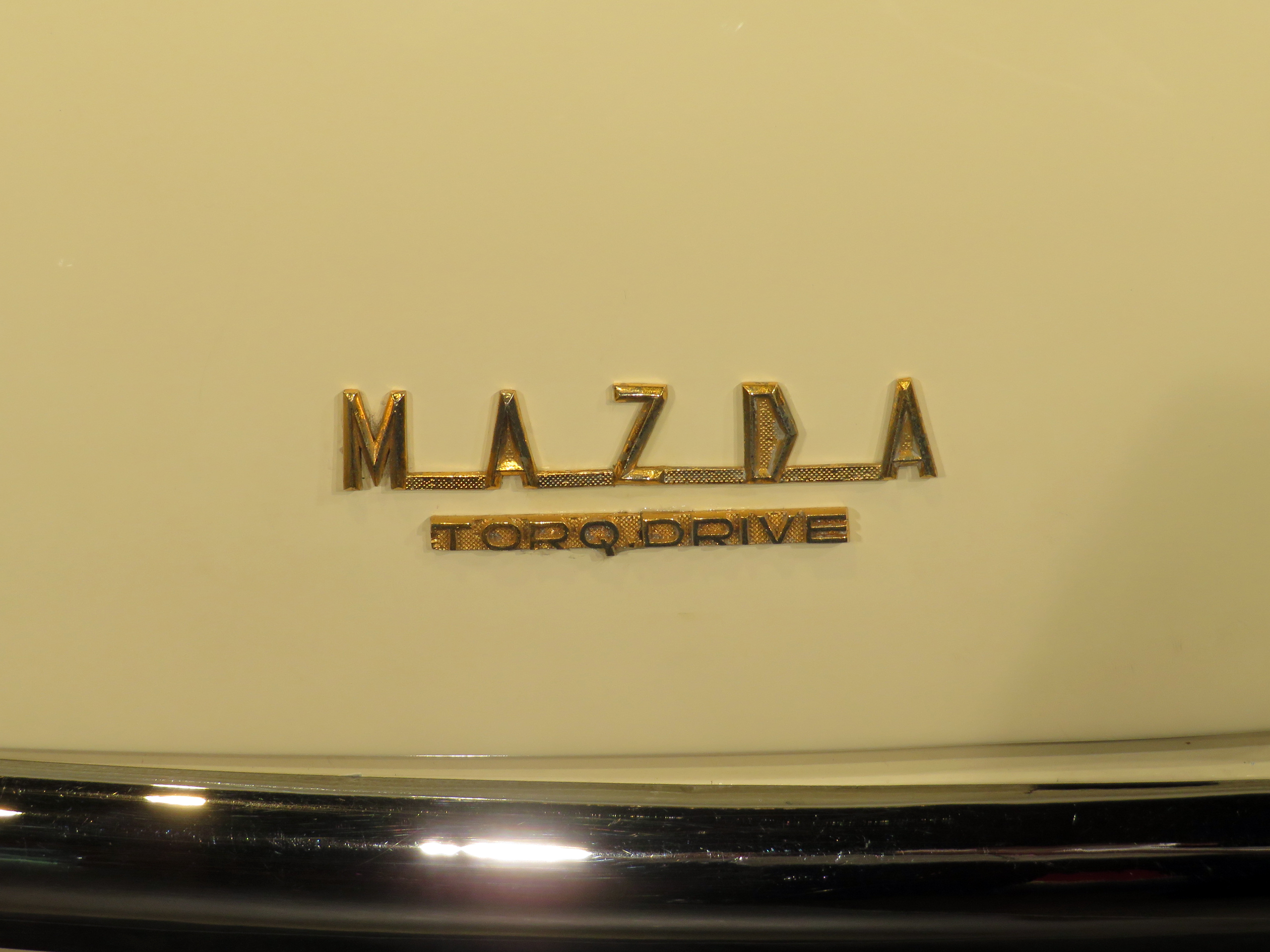
Emblema "TORQ DRIVE".

Presentat i comercialitzat l'any 1960, el preu del Mazda R360 era de 300.000 iens, més barat que el seu competidor de l'època, el Subaru R360. L'enginyer en cap del projecte fou en Ken'ichi Yamamoto, qui més tard desenvoluparia a Mazda el motor rotatiu de Wankel.
El model tenia dues portes i nominalment era de quatre places, però els reduïts seients darrers només eren aptes per al transport de xiquets. La distribució 2+2 del model fou ideada per a reduir el pes ja que es considerà que la majoria dels usuaris del cotxe anirien sols o com a molt en parella. A més d'això, es prengueren altres mides per a reduir el pes com la utilització de materials lleugers com ara aleacions d'alumini, magnesi i plàstic. La carrosseria monocasc fou dissenyada per Jirō Kosugi, un dissenyador de Mazda que ja havia dissenyat un altre model presentat l'any anterior: el Mazda K360. L'afilat disseny de la davantera i dels fars encastats segueixen la tònica general dels dissenys de motocarros Mazda en els quals Kosugi havia treballat des dels principis de la dècada del 1950. Com el Subaru 360, el Mazda R360 havia estat dissenyat per tal d'aprofitar tot l'espai disponible. Cal assenyalar que la superfície de vidre és gran, però que aquest només s'utilitza en la finestra davantera, ja que les de les portes i darrera són de material acrílic per tal d'estalviar pes. Les versions bàsiques del R360 estaven disponibles en només tres colors de carrosseria: Opal Green (Verd òpal), Maroon Rouge (roig castanya) i Somerset Blue (blau cel); mentre que les versions Deluxe estaven pintades a bicolor: blau-beige i roig-beige. L'interior del vehicle (guarnits de les portes, seients i catifes) podia ser roig o blau a elecció del client.
El R360 equipava un motor bicilíndric en V OHV de quatre temps refrigerat per aire amb una cilindrada de 356 centímetres cúbics (cc) i 16 cavalls de potència (cv) semblant al del Mazda K360 però a diferència d'aquest, fet de ferro colat, el del R360 estava fet d'aliatge d'alumini. A més, era un disseny lleuger que fins i tot feia un ús extensiu de l'aliatge de magnesi al tren de vàlvules i equips auxiliars, i era un motor inusualment d'alta velocitat, amb una velocitat de rotació màxima permesa de més de 5.000 rpm. Durant un temps després d'això, Mazda va anomenar el motor d'alumini "motor blanc" i va començar a utilitzar-lo com un dels seus punts de venda. Aquest motor es col·locava verticalment a la part posterior del vehicle i utilitzava un sistema de motor posterior per impulsar les rodes posteriors. A més d'una transmissió manual de 4 velocitats, aquest cotxe també estava disponible amb una transmissió automàtica (TORQ-DRIVE) que utilitza un convertidor de parell, la qual cosa el converteix en el primer kei car equipat amb un. Aquesta adopció facilità la conducció de persones amb discapacitats físiques, com les de les extremitats inferiors. Es pot dir que la seva adopció primerenca en kei cars és revolucionària a la indústria automobilística japonesa. La suspensió és independent dels braços posteriors de les quatre rodes i utilitza una "molla de goma de torsió" d'estil Neidhardt que utilitza l'elasticitat de la goma integrada a la secció de pivot per reduir el pes alhora que proporciona una conducció suau. Mitjançant l'ús d'un braç posterior a les rodes posteriors en comptes de l'eix oscil·lant que era estàndard per als cotxes de motor posterior, es suprimeixen els canvis en la inclinació del terra i els fenòmens de pujada. A més, en comparació amb el BMC Mini, que utilitza molles de goma en les direccions de compressió i tensió, l'amplitud és més relaxada. La velocitat màxima del cotxe era de 95 quilòmetres per hora (85 km/h amb dos passatgers) i un consum d'un litre als 35 quilòmetres (25 km/l amb dues persones).
Tot i la seua popularitat inicial deguda al seu econòmic preu, la tipologia coupé del model (2+2 seients) el possà en desavantatge contra el Subaru 360 de 1958, amb quatre seients i més espaiós. Amb l'inici de producció del Mazda Carol l'any 1962, una berlina kei de quatre portes, la producció del R360 encara baixà més i l'any 1966 finalitzà la producció en sèrie del model. No obstant, des del 1966 fins al 1969 es va produir per encàrrec per a persones amb discapacitat física. Les vendes del model durant el primer any de comercialització foren de 23.417 unitats i la producció total fou de 65.737 unitats. Sense un reemplaçament directe a la gama kei de Mazda fins a l'aparició de l'Autozam AZ-1 l'any 1992, es pot dir que els seus hereus espirituals són el Mazda Cosmo i el Mazda RX-8.